# Askás
Askás är en ort i Cypern.   Den ligger i distriktet Eparchía Lefkosías, i den centrala delen av landet, 40 km sydväst om huvudstaden Nicosia. Askás ligger 854 meter över havet och antalet invånare är 195. Den ligger på ön Cypern.
Terrängen runt Askás är huvudsakligen kuperad, men söderut är den bergig. Trakten runt Askás är glesbefolkad, med 20 invånare per kvadratkilometer. Närmaste större samhälle är Agrós, 5,6 km väster om Askás. Trakten runt Askás är i huvudsak ett öppet busklandskap.
Medelhavsklimat råder i trakten. Årsmedeltemperaturen i trakten är 20 °C. Den varmaste månaden är juli, då medeltemperaturen är 32 °C, och den kallaste är januari, med 9 °C. Genomsnittlig årsnederbörd är 510 millimeter. Den regnigaste månaden är december, med i genomsnitt 112 mm nederbörd, och den torraste är augusti, med 1 mm nederbörd.